# بوشان کومار
بوشان کومار (انگلیسی: Bhushan Kumar؛ زادهٔ ۲۷ نوامبر ۱۹۷۷) تهیه‌کننده فیلم اهل هند است.

## فیلم‌شناسی
- عاشقی ۲
- داستان نفرت ۲
- نوزاد
- روی
- لیلا یک معما
- داستان نفرت ۳
- فرار کن جانی
- شیرزن
- هزار تو ۲
- قهرمان اکشن